# Șinca
Șinca est une commune roumaine du județ de Brașov, dans la région historique de Transylvanie.

## Géographie
La commune de Șinca est située dans la partie centre-sud du județ de Brașov, au pied des Monts Perșani, à 22 km de la ville de Făgăraș et à 44 km de la ville de Brașov.
Elle est composée des six villages suivants:
- Bucium (en hongrois: Bucsum)
- Ohaba (en hongrois: Ohába)
- Perșani (en hongrois: Persány)
- Șercăița (en hongrois Sarkaica)
- Șinca Veche (en hongrois: Ósinka), le siège de la commune
- Vâlcea

## Monuments et lieux touristiques
- Église de l'Assomption de Marie, du village de Ohaba (construite entre 1769-1773), monument historique[1]
- Église des Saints-Archanges, du village de Perșani construite en 1704, monument historique
- Église Cuvioasa Paraschiva du village de Șercăița (construction du 1798), monument historique
- Monastère de Șinca Veche (construit en XVIIIe siècle), monument historique
- Monastère de Bucium
- Site archéologique Dealul Pleșu du village de Șinca Veche (IVe siècle)
- Monts Perșani

## Personnalités
- Radu Anton Roman (1948-2005), journaliste, écrivain et producteur roumain de télévision.